# Eysturs kommun
Eysturs kommun (färöiska: Eysturkommuna) är en kommun på Färöarna belägen på ön Eysturoys östkust. Kommunen grundades 1 januari 2009 genom en sammanslagning av de tidigare kommunerna Leirvíks kommun och Gøta kommun. Kommunen omfattar orterna Norðragøta, Syðrugøta, Gøtugjógv, Gøtueiði och Leirvík. Kommunen är till befolkning räknat Färöarnas fjärde största med 2 010 invånare (2015).

## Befolkningsutveckling
| Befolkningsutvecklingen i Eysturs kommun 1985–2020 | Befolkningsutvecklingen i Eysturs kommun 1985–2020 | Befolkningsutvecklingen i Eysturs kommun 1985–2020 | Befolkningsutvecklingen i Eysturs kommun 1985–2020 | Befolkningsutvecklingen i Eysturs kommun 1985–2020 |
| -------------------------------------------------- | -------------------------------------------------- | -------------------------------------------------- | -------------------------------------------------- | -------------------------------------------------- |
|                                                    |                                                    |                                                    |                                                    |                                                    |
| År                                                 |                                                    |                                                    | Folkmängd                                          |                                                    |
| 1985                                               | 1985                                               |                                                    | 1 746                                              |                                                    |
| 1990                                               | 1990                                               |                                                    | 1 793                                              |                                                    |
| 1995                                               | 1995                                               |                                                    | 1 615                                              |                                                    |
| 2000                                               | 2000                                               |                                                    | 1 776                                              |                                                    |
| 2005                                               | 2005                                               |                                                    | 1 923                                              |                                                    |
| 2010                                               | 2010                                               |                                                    | 1 960                                              |                                                    |
| 2015                                               | 2015                                               |                                                    | 2 010                                              |                                                    |
| 2020                                               | 2020                                               |                                                    | 2 156                                              |                                                    |
|                                                    |                                                    |                                                    |                                                    |                                                    |